# Gotlândia (comuna)
A Comuna da Gotlândia  (em sueco:  Gotlands kommun;   PRONÚNCIA) é uma comuna da Suécia, cuja superfície coincide com a ilha, condado e província homônimas. Sua capital é a cidade de Visby. 

Possui 3 125 quilômetros quadrados e tem uma população de 61 023 habitantes (2024).

Está situada a uns 90 km a leste da província da Småland, na terra firme da Suécia, assim como a 130 km a oeste da Letónia, no países Bálticos, e a uns 300 km a norte da Polônia.

Desde 2011, constitui a Região Gotlândia (Region Gotland) e acumula as funções administrativas de comuna e de condado, bem como a função estatal do desenvolvimento regional.
 
Anualmente sedia, em Visby, a Semana de Almedal, que consiste numa série de palestras e seminários políticos.

## Localidades principais
Localidades com mais população da comuna (2020):

| # | Localidade  | População |
| - | ----------- | --------- |
| 1 | Visby       | 24 951    |
| 2 | Vibble      | 1 810     |
| 3 | Hemse       | 1 766     |
| 4 | Klintehamn  | 1 541     |
| 5 | Slite       | 1 481     |
| 6 | Romakloster | 1 374     |

## Comunicações
A Gotlândia não tem vias férreas nem estradas europeias. Os transportes internos são assegurados por uma rede de estradas regionais. Visby está ligada diariamente por barco a Nynäshamn e Oskarshamn. Por avião, tem ligação diária a Estocolmo e semanal a Gotemburgo e Malmö.

## Património turístico
Alguns pontos turísticos mais procurados atualmente são:
- Visby (A "cidade hanseática de Visby", Património Cultural da Humanidade) [13]
- Muralhas de Visby (Visby ringmur; muralha defensiva medieval de 3,6 km de extensão cercando a parte central de Visby)
- Grutas de Lummelunda, com mais de 4 km de galerias [14]
- Póneis selvagens da raça Gotlandsruss em Lojsta [15]
- A pequena ilha de Stora Karlsö, onde numerosas aves fazem ninho. [16]
- As falésias (raukar) de Hoburgen [16]
- 13 500 vestígios arqueológicos [17]
- 92 igrejas medievais [18]
- 800 km de costa com praias e falésias (raukar) [19]

### Eventos culturais da Comuna da Gotlândia
- Semana de Almedal (Almedalsveckan) - Semana anual de política [20]
- Semana Medieval (Medeltidsveckan) [21]
- Gotland Grand National - Torneio de motociclismo fora de estrada [22]